# والتر سبنسر
والتر سبنسر (بالإنجليزية: Walter Spencer)‏ هو لاعب كرة القدم الكندية أمريكي، ولد في 11 نوفمبر 1978 في ديترويت في الولايات المتحدة.